# Cecidopsylla rara
Cecidopsylla rara är en insektsart som beskrevs av Mathur 1973. Cecidopsylla rara ingår i släktet Cecidopsylla och familjen Calophyidae. Inga underarter finns listade i Catalogue of Life.